# Добравица
Добравица (болг. Добравица) — село в Болгарии. Находится в Софийской области, входит в общину Своге. Население составляет 11 человек (2022).

## Политическая ситуация
В местном кметстве Брезе, в состав которого входит Добравица, должность кмета (старосты) исполняет Еленна Свиленова Георгиева (коалиция в составе 4 партий: Евророма, Национальное движение «Симеон Второй» (НДСВ), политический клуб «Экогласность», Болгарская социалистическая партия (БСП)) по результатам выборов.
Кмет (мэр) общины Своге — Емил Цветанов Атанасов (Болгарская социалистическая партия (БСП), Национальное движение «Симеон Второй» (НДСВ), «ЛИДЕР», Зелёные, Политический клуб «Экогласность», Евророма) по результатам выборов.